# Abraham Bar Hiyya
Abraham bar Ḥiyya  (Hebreeuws: אברהם בר חייא הנשיא Abraham zoon van [Rabbi] Hiyya "de Prins") (Barcelona (Spanje), 1070 – Provence (Frankrijk), 1136) was een Catalaans-Joods wiskundige, astronoom en filosoof, ook wel bekend als Savasorda (uit het Arabisch صاحب الشرطة Sâhib ash-Shurta "Leider van de Wacht"). Hij woonde in Barcelona. 

## Overzicht
Abraham Bar Hiyya wordt vooral in de wiskundige wereld herinnerd vanwege zijn rol in de verspreiding van kennis over de vierkantsvergelijking in de Westerse wereld. Bar Hiyya schreef verscheidene werken op de gebieden van de astronomie, de wiskunde, de kunst van het landmeten en kalender berekeningen.
Hij schreef ook twee religieuze werken over het jodendom en de Hebreeuwse Bijbel: Hegyon ha-Nefesh ("Gedachten over de Ziel") over vergeving en Megillat ha-Megalleh ("Rol van de Onthuller") over de verlossing van het Joodse volk. Ook deze religieuze werken bevatten wetenschappelijke en filosofische passages. Zijn Megillat ha-Megalleh was behalve religieus ook astrologisch van aard. Het werk voorspelt de komst van een toekomstige tijd, waarin de Messias zal verschijnen.
Bar Hiyya schreef al zijn werken in het Hebreeuws en niet in het Joods-Arabisch van de eerdere Joodse wetenschappelijke geschriften. Dit maakt hem een pionier in het gebruik van de Hebreeuwse taal voor wetenschappelijke doeleinden. 
Hij werkte nauw samen met Plato Tiburtinus in de vertaling van wetenschappelijke werken uit het Arabisch in het Latijn.
- Bibsys: 13022605
- Biblioteca Nacional de España: XX1113064
- Bibliothèque nationale de France: cb12329954z (data)
- Catàleg d'autoritats de noms i títols de Catalunya: 981058618043806706
- CiNii: DA05243203
- Gemeinsame Normdatei: 100970524
- International Standard Name Identifier: 0000 0000 7978 6800
- Library of Congress Control Number: n50057585
- Nationale Bibliotheek van Tsjechië: ola20221167542
- Nationale Bibliotheek van Israël: 987007258167505171
- Nederlandse Thesaurus van Auteursnamen: 151790558
- Réseau des bibliothèques de Suisse occidentale: 02-A016414897
- Istituto Centrale per il Catalogo Unico: RMLV036095
- LIBRIS: 31306
- SNAC: w68w6g0b
- Système universitaire de documentation: 123246601
- Virtual International Authority File: 81287
- WorldCat: E39PBJkdqp878wBk8VkYyrq4v3